# Pjotr Iwaschka
Pjotr Anatoljewitsch Iwaschka (belarussisch Пётр Анатольевіч Івашка, russisch Пётр Анатольевич Ивашко Transkription: Pjotr Anatoljewitsch Iwaschko; * 25. August 1971 in Sjanno, Wizebskaja Woblasz) ist ein ehemaliger belarussischer Biathlet. Er wurde in der zweiten Hälfte der 1990er Jahre dreimal Weltmeister.
Pjotr Iwaschka lebt in Minsk und trainierte in seinem Geburtsort Sjanno. Der Soldat startete für den Armeesportklub in Minsk (ZSKA). 1984 begann er mit dem Biathlonsport. Sein internationales Debüt gab der Belarusse zum Auftakt der Saison 1993/94 in Bad Gastein, wo er 63. des Einzels wurde. Schon auf der nächsten Weltcupstation in Pokljuka gewann er als 24. eines Einzels erste Weltcuppunkte. Einen ersten herausragenden Erfolg erreichte Iwaschka bei den Biathlon-Weltmeisterschaften 1996 in Ruhpolding, als er mit Oleg Ryschenkow, Alexander Popow und Wadim Saschurin den Titel im Mannschaftswettbewerb gewann. In derselben Zusammensetzung wiederholte die belarussische Mannschaft diesen Titelgewinn 1997 in Osrblie. In der Saison zwischen beiden Weltmeisterschaften erreichte er als Vierter an der Seite von Oleksij Ajdarow, Alexei Morschakin und Ryschenkow fast eine Podiumsplatzierung im Weltcup. Kurz nach der WM lief Iwaschka als 12. eines Einzels in Nowosibirsk auf sein bestes Einzelresultat im Weltcup. Höhepunkt des Jahres 1998 wurde die Teilnahme bei den Sommerbiathlon-Weltmeisterschaften, wo er mit Ajdarow, Ryschenkow und Saschurin als Viertplatzierte knapp eine Medaille verpasste. 1999 startete Iwaschka erneut bei einer WM. Diese fanden Vergabegemäß zunächst in Kontiolahti statt, einige Wettbewerbe mussten Witterungsbedingt jedoch nach Oslo an den Holmenkollen verlegt werden. In Finnland wurde er 15. des Sprints und 22. des Verfolgungsrennens. Im Staffelrennen gewann er mit Ajdarow, Saschurin und Ryschenkow im Staffelrennen die Goldmedaille. Beim in Oslo ausgetragenen Einzel erreichte er Platz 57. In Oslo fanden im Jahr darauf erneut Weltmeisterschaftsrennen statt, bei denen der Belarusse im Sprint 40. wurde, im Verfolgungsrennen 41 und im Einzel das Rennen nicht beendete. Letzte internationale Meisterschaft wurden die Biathlon-Europameisterschaften 2001 in der Haute-Maurienne. Nachdem er als 13. des Sprints noch eine Top-Ten-Platzierung verpasste, erreichte er diese als Zehnter im Verfolgungsrennen ebenso wie auch als Neunter im Einzel. Im Staffelrennen kam er an der Seite von Sjarhej Nowikau, Rustam Waliullin und Iwan Pesterew auf den fünften Platz. Nach einem knappen Jahr Weltcuppause kam Iwaschka 2001 in Ruhpolding nochmals zu einem Einsatz in einem Sprintrennen. Mit einem 84. Platz beendete er seine Karriere.

## Biathlon-Weltcup-Platzierungen
Die Tabelle zeigt alle Platzierungen (je nach Austragungsjahr einschließlich Olympische Spiele und Weltmeisterschaften).
- 1.–3. Platz: Anzahl der Podiumsplatzierungen
- Top 10: Anzahl der Platzierungen unter den ersten zehn (einschließlich Podium)
- Punkteränge: Anzahl der Platzierungen innerhalb der Punkteränge (einschließlich Podium und Top 10)
- Starts: Anzahl gelaufener Rennen in der jeweiligen Disziplin

| Platzierung                                                                     | Einzel | Sprint | Verfolgung | Massenstart | Team | Staffel | Gesamt |
| ------------------------------------------------------------------------------- | ------ | ------ | ---------- | ----------- | ---- | ------- | ------ |
| 1. Platz                                                                        |        |        |            |             | 2    | 1       | 3      |
| 2. Platz                                                                        |        |        |            |             |      |         |        |
| 3. Platz                                                                        |        |        |            |             |      |         |        |
| Top 10                                                                          |        |        |            |             | 3    | 7       | 10     |
| Punkteränge                                                                     | 2      | 5      | 1          |             | 3    | 8       | 19     |
| Starts                                                                          | 25     | 40     | 13         | 1           | 3    | 8       | 90     |
| Stand: Daten (einschließlich aller WM-Ergebnisse) möglicherweise nicht komplett |        |        |            |             |      |         |        |